# 夜のハイウェイ
「夜のハイウェイ」（よるのハイウェイ）は、日本のロックバンドであるTHE MODSの6枚目のシングル。1985年5月22日にEPIC・ソニーからリリースされた。
表題曲は、THE MODSがサウンドトラックに参加した1980年公開の映画『狂い咲きサンダーロード』に使用されていた楽曲で、メンバーも出演した映画『THE MODS 夜のハイウェイ』の主題歌に起用された。

## 収録曲
| 全作詞・作曲: 森山達也、全編曲: THE MODS。 |                    |          |            |      |
| #                                          | タイトル           | 作詞     | 作曲・編曲 | 時間 |
| 1.                                         | 「夜のハイウェイ」 | 森山達也 | 森山達也   | 4:02 |
| 2.                                         | 「SHAKE DOWN」     | 森山達也 | 森山達也   | 4:51 |
| 合計時間:                                  | 合計時間:          | 8:53     |            |      |